# Raffaello Gambogi
Raffaello Gambogi, född 1874 i Livorno, död där 1943, var en italiensk konstnär, gift med den finländska konstnären Elin Danielson-Gambogi

## Biografi
Gambogi fick som sjuttonåring ett stipendium som gjorde det möjligt för honom att studera vid konstakademien i Florens. Sommaren 1896 lärde han känna den tolv år äldre finlandssvenska konstnärinnan Elin Danielson, som då studerade konst i Italien, och 1898 gifte de sig med specialtillstånd av påven eftersom Danielson var protestant. De bosatte sig först i Torre del Lago i provinsen Lucca i Toskana där Gambogi umgicks i kretsen kring operakompositören Giacomo Puccini och flyttade efter ett par år till Antignano (Livorno) i närheten av Livorno. Där hade Gambogi ett förhållande med den finländska konstnärinnan Dora Wahlroos, en väninna till hustrun, vilket ledde till äktenskapliga problem och till att Danielson återflyttade till Finland för ett par år.
Under en resa i Finland 1901 insjuknade Gambogi i en kronisk psykisk sjukdom som senare gjorde honom beroende av sin hustru. Han fortsatte dock att måla och paret flyttade till Volterra under en period för att Gambini skulle få vård av psykiatrikern Luigi Scabia på mentalsjukhuset där. Makarnas sista år tillsammans präglades av ekonomiska problem även om de var fortsatt produktiva. Danielson dog i lunginflammation i Antignano 1919 och Gambogi avled i Livorno 1943.

## Verk

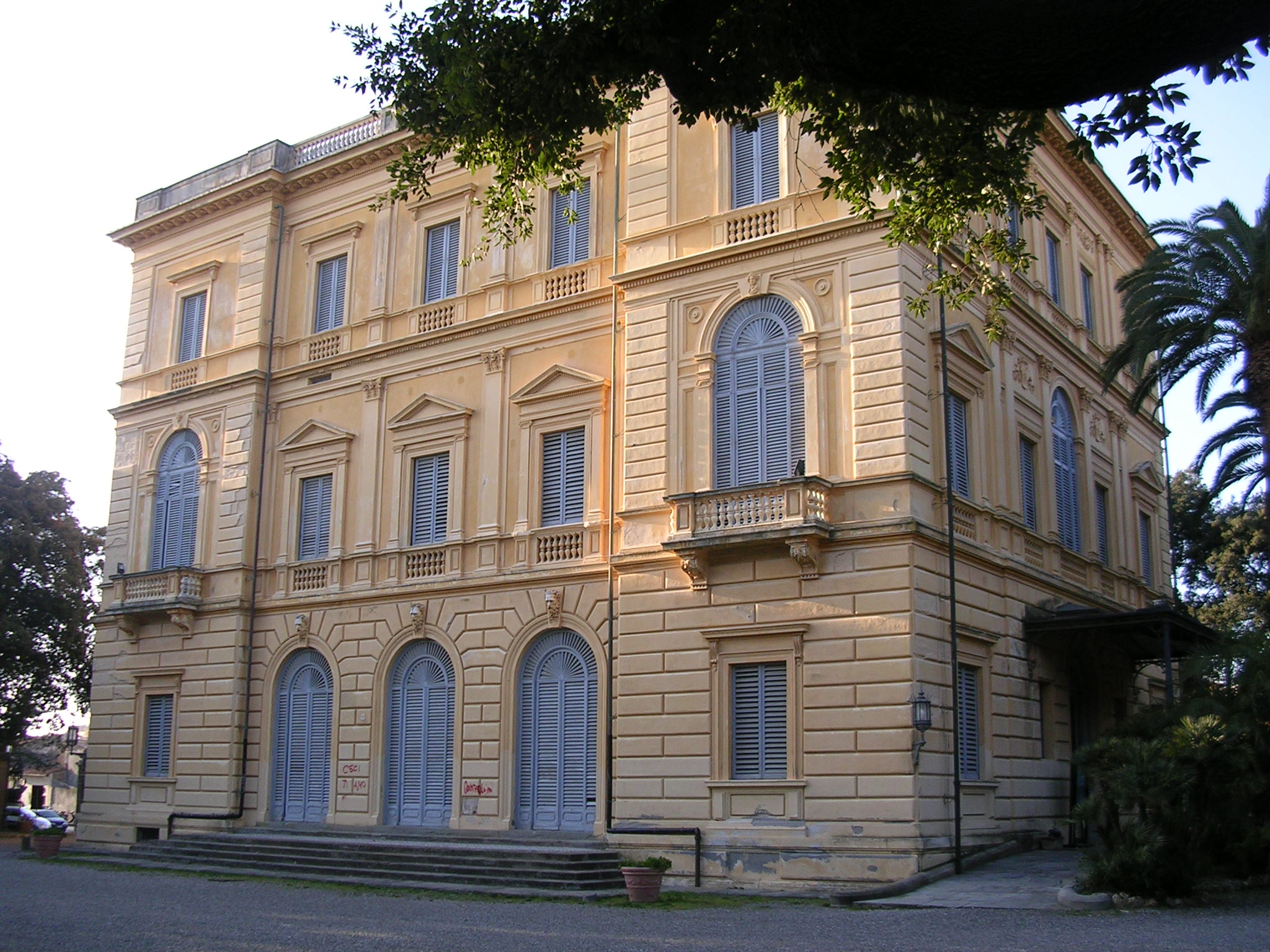
Museo civico Giovanni Fattori i Livorno, ett museum med en betydande samling konst av Raffaello Gambogi och de andra konstnärerna i Macchiaioli-gruppen.

Gambogi är främst förknippad med oljemålningar. Hans lärare och influenser var de italienska målarna Angelo Tommasi och Giovanni Fattori. Han tillhörde en italiensk konstnärsgrupp som brukar kallas Macchiaioli efter det italienska ordet för "fläck", en term som kommer av en måleriteknik som hade visst släktskap med impressionismen. Gruppen var påverkad av franskt friluftsmåleri men har också jämförts med de ryska peredvizhnikerna. Ljusa och levande färger präglar Gambogis måleri. Genom sin fru kom han i kontakt med det nordiska symbolistiska måleriet och man har tyckt sig se en påverkan från det i hans måleri åren efter giftermålet. Hans måleri anses på det hela taget ha utvecklats mycket genom kontakten med Elin Danielson - och kanske också vice versa. 
1901 kom han att besöka konstnärskolonin i Önningeby på Åland, en svensk-finsk konstnärskoloni där Elin Danielsson-Gambogi ingick och han utförde ett par målningar med motiv därifrån, som ett porträtt av Victor Westerholm, kolonins grundare.. 
Gambogis kanske mest kända målningen är monumentalmålningen Dårarna (Le Pazze, 1906) som avbildar kvinnliga patienter på mentalsjukhuset i Volterra. Mittpartiet av den 2 x 4 m stora, styckade målningen finns på Åbo konstmuseum medan resten av målningen är försvunnen.

Mycket av Gambogis produktion återfinns idag utanför Italien, främst i Finland och Storbritannien.